# Die Outsider
Die Outsider (englisch: The Outsiders) ist ein Roman von Susan E. Hinton aus dem Jahr 1967. Sie schrieb dieses Buch, weil es in ihrer Klasse „zwei Sorten von Menschen“ gab: „Greaser“ und „Socs“. Zu diesem Zeitpunkt war die Autorin erst neunzehn Jahre alt.

## Handlung
Das Buch handelt von zwei rivalisierenden Gangs mit völlig verschiedenen sozialen Hintergründen. Ponyboy ist der Ich-Erzähler und Protagonist, der in der Eastside von Tulsa, Oklahoma lebt und damit ein Greaser ist (engl.: grease = ‚Fett‘; damit ist die Pomade gemeint, die sie sich in die Haare schmieren). Ihre Feinde sind die Socs (Socials), die in der Westside leben. Durch die sozialen Unterschiede und persönlichen Feindschaften kommt es oft zu Auseinandersetzungen zwischen den Greasern und den Socs. Eines Tages kommt es sogar zu einem Toten, als ein paar betrunkene Socs versuchen, Ponyboy zu ertränken. Dabei wird Bob Sheldon, der Hauptanstifter der Socs, von Ponyboys Freund Johnny erstochen, woraufhin die anderen Socs flüchten.
Mit Hilfe von Dallas Winston, einem anderen Greaser, gelingt Ponyboy und Johnny die Flucht, und sie verstecken sich in einer verlassenen Holzkirche. Nach fünf Tagen kommt Dallas zu Besuch. Als sie nach einem kleinen Imbiss zurückkehren, steht die Kirche in Flammen. Ponyboy und Johnny bemerken, dass sich darin Kinder befinden, und stürzen in die brennende Kirche, um die Kinder zu retten. Nachdem das letzte Kind gerettet ist, fällt ein brennender Balken auf Johnnys Rücken, während Ponyboy gerade hinausklettert. Dallas rettet Johnny. Alle drei werden ins Krankenhaus gebracht, wo sie als Helden betrachtet werden.
Durch Bobs Tod wird der Hass zwischen den Greasern und den Socs noch verstärkt, weshalb es zu einem großen Kampf kommt, den schließlich die Greaser gewinnen. Johnny, der während des Kampfes im Krankenhaus liegt, stirbt anschließend an seinen Verletzungen. Dallas, der eigentlich einen harten, gefestigten Charakter darstellt, kann mit dem Tod des einzigen Menschen, den er je geliebt hat, nicht umgehen, weshalb er als Kurzschlusshandlung einen Laden ausraubt. In der folgenden Verfolgungsjagd mit der Polizei zieht er einen ungeladenen Revolver und lässt sich erschießen.
Zum Schluss schreibt Ponyboy einen Aufsatz über diese Ereignisse, um sie selbst zu verarbeiten.

## Personen

### Greaser
- Ponyboy Curtis ist vierzehn Jahre alt und lebt mit seinen beiden älteren Brüdern Darry (20) und Sodapop (16) zusammen; die Eltern sind bei einem Autounfall gestorben. Er ist der Jüngste in der Clique der Greaser, ein zuverlässiger und aufmerksamer Erzähler und mag die hübsche Cherry. Er hat braunes, fast rotes Haar und grünlich-graue Augen. In der Clique wird er von allen „der Kleine“ genannt und als Jüngster beschützt und verwöhnt. Pony liebt Kino und Bücher, ist intelligent, gut in der Schule und gilt allgemein als heller Kopf. Er möchte cool sein, ist aber teilweise noch sehr kindlich und verträumt. Nach Meinung seines großen Bruders Darry verhält er sich im Alltag unbedacht und unvernünftig. Trotz seines jungen Alters ist er bereits starker Raucher.

- Darrel Curtis Jr., genannt Darry, ist 20 Jahre alt, 1,87 Meter groß, sportlich und intelligent. Er hat dunkelbraune Haare, blass-blaugrüne Augen und wirkt älter, als er ist. Er wirkt nach außen hin als zäher, kühler und tüchtiger Realist, der hart arbeitet, um die Familie zusammenzuhalten. Trotz eines Sport-Stipendiums konnte er nach dem Tod der Eltern nicht aufs College gehen. Er ist mit Ponyboys Erziehung und seiner Rolle als Familienernährer oft überfordert.

- Sodapop Patrick Curtis ist sechzehn Jahre alt, sehr gut aussehend und ein Mädchenschwarm. Er ist lebhaft, freundlich, allgemein beliebt und sensibel. Soda hat die Schule abgebrochen und arbeitet jetzt an einer Tankstelle. Er rührt keinen Alkohol an und leidet unter der erzwungenen Trennung von seiner festen Freundin Sandy. Für seinen kleinen Bruder Pony tut er alles. Er leidet unter den ständigen Streitereien seiner Brüder und fühlt sich zwischen den beiden Fronten hin- und hergerissen.

- Johnny Cade ist sechzehn Jahre alt, schmächtig, südländischen Schlags, der Zweitjüngste der Clique und Ponys bester Freund. Von seinem Vater verprügelt und von seiner Mutter vernachlässigt, treibt er sich meistens draußen herum. Er ist zurückhaltend, nervös, misstrauisch und der besondere Schützling von Dally. Seit er von vier Socs zusammengeschlagen wurde, ist er extrem verängstigt und depressiv. Er sieht die Greaser als seine „Ersatzfamilie“.

- Dallas Winston, genannt Dally, ist siebzehn Jahre alt, hat blondes, extrem langes Haar, ist Rodeo-Cowboy und nach außen der härteste der Greaser. Er gibt sich skrupellos, abgebrüht und gefährlich, hat eine große Klappe, diverse Vorstrafen und einen extrem schlechten Ruf. Johnny ist der einzige Mensch, von dem er sich etwas sagen lässt und den er wirklich schätzt.

- Steve Randle ist siebzehn Jahre alt, eitel, frech und intelligent. Wie sein bester Freund Soda arbeitet er an der Tankstelle. Er ist Autoexperte – auch Spezialist für Autodiebstähle –, hasst seinen Vater und betrachtet Ponyboy als ein lästiges Kind.

- Keith Matthews, genannt Two-Bit (d. h. billig), ist achtzehn Jahre alt und noch in der Mittelstufe. Er ist 1,80 m groß, stämmig und stolz auf seine langen rostroten Koteletten. Mit seinem breiten Grinsen und den Sprüchen, die ihm praktisch zu jeder Situation einfallen, ist er der vorlaute Witzbold der Clique. Two-Bit ist als geschickter Kaufhausdieb bekannt und mit seinem „Heiligtum“, einem geklauten schwarzen Schnappmesser, bewaffnet. Er betrinkt sich oft, liebt Schlägereien, Blondinen und seltsamerweise die Schule, obwohl er dort kaum etwas lernt.

- Tim Shepard hat seine eigene Gang, gefährliche Jungs aus den Elendsvierteln am äußersten Stadtrand. Er ist ein harter Raufbold und respektierter Rivale von Dally.

- Die Brumly-Bande ist eine kriminelle Gang, die von Pony als „ein Haufen künftiger Knastbrüder“ bezeichnet wird.

### Socs
- Sherri Valance, genannt Cherry, ist siebzehn Jahre alt und sieht mit ihren langen roten Haaren sehr attraktiv aus. Sie ist stolz und schlagfertig, gibt sich cool und manchmal provozierend. Sie besucht dieselbe Highschool wie Pony, ist mit Bob zusammen und mag es nicht, wenn er trinkt. Sie hasst Gewalt, interessiert sich für die Greaser, ist fasziniert von Dally und entdeckt Gemeinsamkeiten mit Pony. Sie mag Pony und Johnny und möchte zwischen den verfeindeten Gruppen vermitteln. Aber als Johnny im Krankenhaus liegt, will sie ihn nicht besuchen, da sie ihm den Mord an Bob nicht verzeihen kann.

- Marcia ist siebzehn Jahre alt und Cherrys Freundin. Sie ist etwas kleiner, hübsch und hat kurze schwarze Haare. Marcia flirtet mit Two-Bit; die beiden verstehen sich gut, weil sie „denselben irren Humor“ haben.

- Bob Sheldon ist der Anführer der Socs in dem blauen Mustang und Cherrys Freund. Er ist kräftig, autoritär und brutal, trägt eine Lederjacke und schwere Ringe (mit denen er Johnny schwer verletzt hat). Bob trinkt viel Alkohol und verachtet alle Greaser. Er wird von Johnny in Notwehr erstochen, als er versucht, Pony in einem Brunnen zu ertränken.

- Randy Anderson ist ein großer Jugendlicher mit Halbbeatle-Haarschnitt und Bobs bester Freund. Bei Auseinandersetzungen verhält er sich eher beschwichtigend. Nach Bobs Tod hat Randy genug von der sinnlosen Gewalt, zieht sich zurück und nimmt an der großen Straßenschlacht nicht teil. Er hat große Angst, seinen Vater zu enttäuschen. Beeindruckt von Ponys Heldentat (Rettung der Kinder aus der brennenden Kirche) sucht er Kontakt zu ihm.

- Paul Holden ist Darrys ehemaliger Schulfreund und einer der besten Spieler aus seiner Footballmannschaft. Der blonde, schlanke Junge tritt bei der Straßenschlacht gegen Darry an.

- David und weitere namenlose Socs im blauen Mustang treten nur als Befehlsempfänger und Mittäter in Erscheinung.

## Verfilmungen und Theateradaption
- Das Buch wurde 1983 von Francis Ford Coppola verfilmt und erwies sich als Sprungbrett für die Karrieren von Nachwuchsschauspielern wie Tom Cruise, Matt Dillon, Rob Lowe, Patrick Swayze oder C. Thomas Howell.
- 1990 folgte eine von Coppola produzierte Fernsehserie, die das Leben der Filmfiguren nach dem Ende der Filmhandlung weiterverfolgte. Der Pilotfilm erreichte hohe Zuschauerzahlen; diese fielen aber schnell ab, sodass die Serie bereits nach 13 Folgen abgesetzt wurde.
- Ebenfalls 1990 verfasste Christopher Segel ein Schauspiel basierend auf dem Roman von Susan Hinton.